# Kálmán Kandó
Kálmán Kandó de Egerfarmos et Sztregova (Pest, 8 luglio 1869 – Budapest, 13 gennaio 1931) è stato un ingegnere e inventore ungherese.
Era specializzato nello sviluppo di materiale rotabile ferroviario.

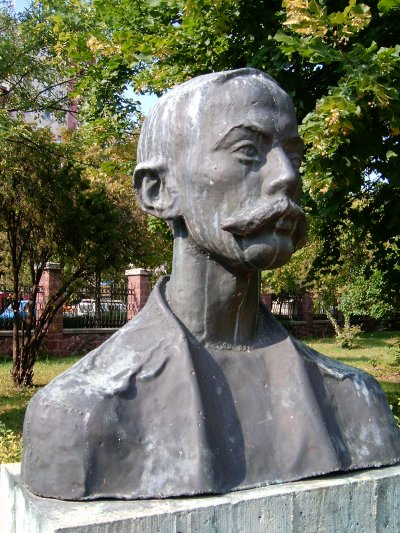
Statua di Kálmán Kandó a Székesfehérvár

## Biografia
Frequentò gli studi tecnici alla Királyi József Műegyetem ed ottenne la laurea in Ingegneria meccanica.
Si trasferì per un periodo in Francia e nel 1907 in Italia dove rimase fino al 1915.
Fu un eclettico progettista e realizzatore di motori trifase di grande potenza e contribuì largamente allo sviluppo delle prime locomotive elettriche con delle concezioni originali nell'architettura dei gruppi di trazione.
Per la prima volta nella storia della trazione ferroviaria, Kandó applicò la corrente alternata trifase ad alta tensione alla trazione ferroviaria.E.430. La linea della Valtellina aperta nel settembre 1902 e su cui vennero impiegate le locomotive poi FS E.430 dimostrò la sua applicabilità alle linee di grande traffico.
Progettò le prime locomotive trifasi E.430 per la linea stessa e tra le altre anche l'E.550 e l'E.330. La sua applicazione dei sistemi polifase e a cambio di fase alle locomotive aprì un nuovo capitolo nella storia e nello sviluppo delle ferrovie nel mondo.
Si deve al suo intuito in particolare la Trasmissione iperstatica a bielle di molte serie di locomotive italiane e di prototipi di altre ferrovie europee. Nel corso della sua vita registrò oltre 70 brevetti ed ottenne numerosi riconoscimenti internazionali. Si spense nel gennaio del 1931.
Nella stazione di Colico in provincia di Lecco, sulla ferrovia della Valtellina che vide la nascita della trazione elettrica a corrente alternata trifase, è stata collocata una targa in lingua italiana e ungherese a ricordo di Kandó.